# Suchá Dolina
Suchá Dolina (em húngaro: Szárazvölgy) é um município da Eslováquia, situado no distrito de Prešov, na região de Prešov. Tem 6,12 km² de área e sua população em 2018 foi estimada em 199 habitantes.

## Demografia
| Ano:        | 1994 | 2004    | 2014   | 2024   |
| ----------- | ---- | ------- | ------ | ------ |
| Broj ljudi: | 229  | 198     | 190    | 196    |
| Razlika:    |      | -13,53% | -4,04% | +3,15% |

| Ano:               | 2023 | 2024   |
| ------------------ | ---- | ------ |
| Número de pessoas: | 202  | 196    |
| Diferença:         |      | -2,97% |